# Pervenche Berès

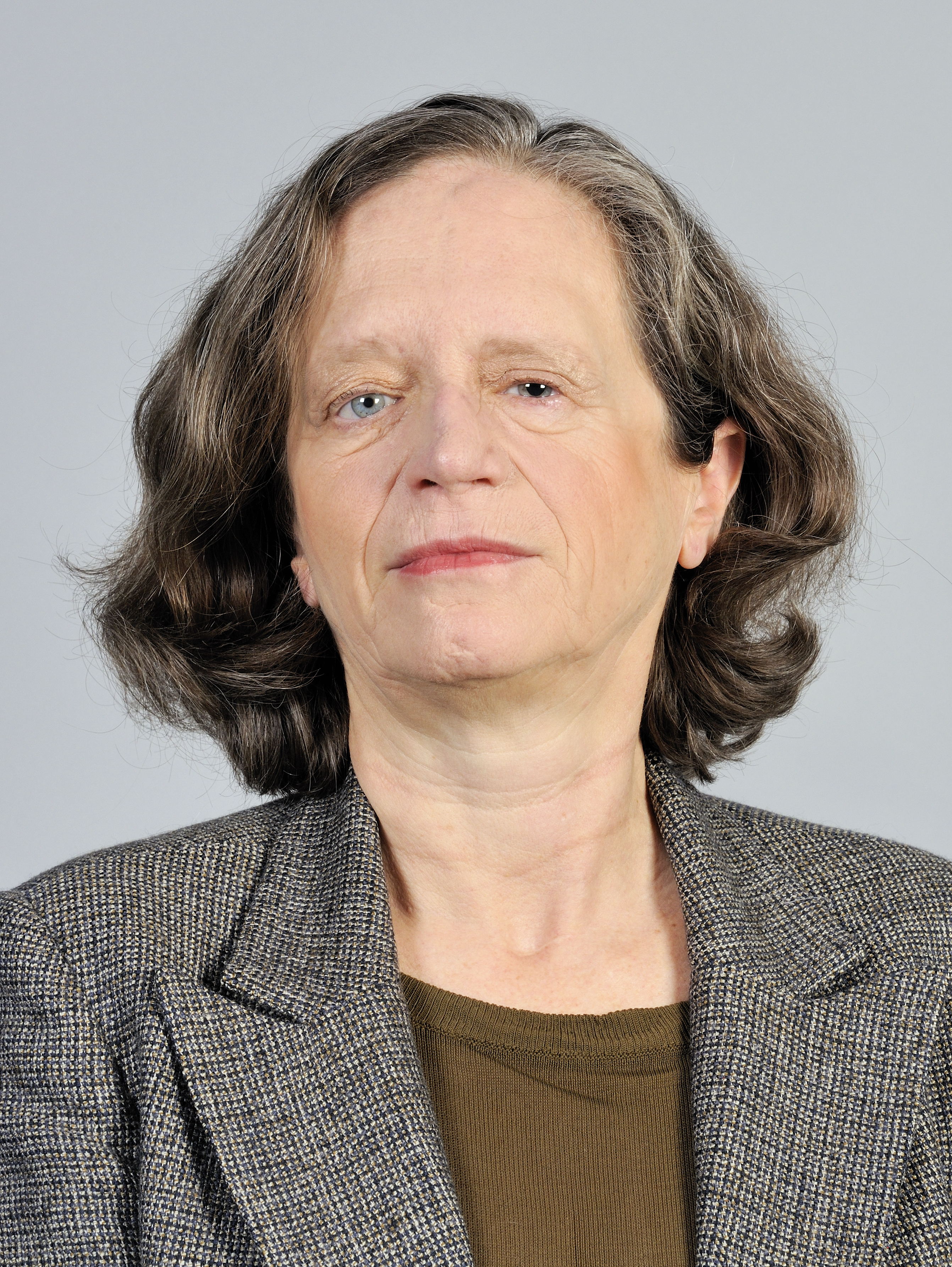
Pervenche Berès (2014)

Pervenche Berès este un om politic francez, membru al Parlamentului European în perioada 1999-2004 din partea Franței. 
1. ↑  Deputații în Parlamentul European, accesat în 24 octombrie 2024
2. 1 2  Deputații în Parlamentul European